# Балетные туфельки (фильм)
«Балетные туфельки» (англ. Ballet Shoes) — телевизионная адаптация романа Ноэль Стрэтфилд «Балетные туфельки», написанная Хейди Томас. Премьера фильма режиссёра Сандры Голдбахер состоялась около Рождества 2007 года на канале BBC1.
Эту телеадаптацию не нужно путать с предыдущей версией, также называющейся «Балетные туфельки» и снятой BBC в 1975 году режиссёром Тимоти Комбрэ.

## Сюжет
Дядя Мэтью (Ричард Гриффитс) является директором и владельцем довольно крупного палеонтологического музея в Лондоне, кроме того, он — преуспевающий палеонтолог. Но однажды к нему приводят маленькую девочку и сообщают, что все её родственники кроме него умерли, а он назван в завещании опекуном. Попрощавшись со скелетом одного из доисторических животных, дядя Мэтью оставляет Сильвию и её няню у себя. Вскоре он уезжает в экспедицию, и вернувшись, привозит девочку-сироту с затонувшего корабля. Так в жизни этого дома появляется Паулина (Эмма Уотсон). Вскоре при сходных обстоятельствах в семье появляются ещё два ребёнка: Петрова (Ясмин Пэйдж) — осиротевшая дочь русских из Владивостока и Поззи — дочь балерины (Люси Бойнтон).
Но вскоре Мэтью пропадает на целых 12 лет. Девочкам приходится учиться жить в преддверии нищеты, учиться зарабатывать деньги своими талантами и быть единой семьёй.

## В ролях
| Актёр           | Роль                             |
| --------------- | -------------------------------- |
| Эмма Уотсон     | Паулина Фоссиль                  |
| Ясмин Пейдж     | Петрова Фоссиль                  |
| Люси Бойнтон    | Пози Фоссиль                     |
| Ричард Гриффитс | дядя Мэтью (Great Uncle Matthew) |
| Виктория Вуд    | няня                             |
| Эмилия Фокс     | Сильвия Браун                    |
| Айлин Эткинс    | мадам Фидолия                    |
| Питер Боулс     | Сэр Дональд Хоугтон              |
| Марк Уоррен     | мистер Симпсон                   |
| Гарриет Уолтер  | доктор Смит                      |
| Джемма Джонс    | доктор Джейкс                    |
| Люси Коху       | Сео Дэйнс                        |
| Хезер Николь    | Винифред Багналь                 |
| Мэри Стоклей    | мисс Джей                        |
| Скай Беннетт    | молодая Сильвия                  |
| Дон Галлагер    | мистер Френч                     |
| Тереза Чёрчер   | Клара                            |

## Награды и номинации
Полный перечень наград и номинаций — на сайте IMDB
| Премия                                  | Категория      | Имя          | Результат |
| --------------------------------------- | -------------- | ------------ | --------- |
| Broadcasting Press Guild Awards 2008 г. | Лучшая актриса | Айлин Эткинс | Победа    |
| Broadcasting Press Guild Awards 2008 г. | Writer’s Award | Хейди Томас  | Победа    |